# Viktorija Zjilinskajte
Viktorija Jurjevna Zjilinskajte (russisk: Виктория Юрьевна Жилинскайте; født 6. marts 1989 i Uraj, Rusland) er en russisk håndboldspiller, som spiller i CSKA Moskva og Ruslands kvindehåndboldlandshold.
Hun er af litauisk afstamning og hendes tvillingesøster er Jany Zjilinskajte.